# Giải mã Kỳ án
Giải mã Kỳ án (tiếng Anh: "Fringe (TV Series)") là một bộ phim truyền hình Khoa học viễn tưởng siêu nhiên được sáng tạo bởi J. J. Abrams, Alex Krutzman và Roberto Orci. Bộ phim chiếu trên kênh Fox Broadcasting network từ 9 tháng 9 năm 2008, và kết thúc vào 18 tháng 1 năm 2013, sau khi kéo dài năm mùa với 100 tập phim. Loạt phim có các nhân vật trong suốt năm mùa Olivia Dunham (Anna Torv), Peter Bishop (Joshua Jackson), và Walter Bishop (John Noble) là các thành viên của nhóm Giải mã Kỳ án hư cấu được lập ra bởi Cục Điều tra Liên Bang (FBI), có trụ sở chính tại Boston, Massachusetts dưới sự giám sát của Bộ An ninh Nội địa Hoa Kỳ. Nhóm có nhiệm vụ nghiên cứu khoa học để giúp các điều tra viên FBI giải mã các hiện tượng bí ẩn không giải thích được, có liên quan tới những bí ẩn xung quanh một vũ trụ song song.
Loạt phim được miêu tả như một loạt các học thuyết hư cấu, lấy cảm hứng từ các sêri phim truyền hình nổi tiếng The X-Files, Altered States và The Twilight Zone. Mỗi tập phim được chiếu trong mỗi tuần với nội dung về các hiện tượng bí ẩn tuần tự kéo dài cho đến hết loạt phim. Hầu hết các tập phim đều có một cốt truyện độc lập, một số người khác còn khám phá ra được các yếu tố bí ẩn trong đó.
Dù phần đầu tiên nhận được sự đánh giá cao từ giới phê bình, song các mùa sau của phim đã mang xu hướng thị trường hóa hơn khi nội dung chủ yếu là các khám phá về vũ trụ song song và du hành thời gian. Bộ phim cùng các diễn viên và đoàn làm phim đã được đề cử cho nhiều giải thưởng lớn. Mặc dù đã bị chuyển sang khung giờ chiếu "tối Thứ Sáu chết chóc" và bị mất khá nhiều lượt xem, phim cũng có đã có nhiều các thể loại ăn theo, như hai sáu phần truyện tranh, một trò chơi điện tử và ba cuốn tiểu thuyết.